# Tino Rossi
Tino Rossi, właśc. Constantino Rossi (ur. 29 kwietnia 1907 w Ajaccio na Korsyce, zm. 26 września 1983 w Paryżu) – francuski piosenkarz pochodzenia włoskiego.

## Kariera
Światową karierę rozpoczął w 1934 od występów w Casino de Paris. Wykonywał głównie sentymentalne piosenki włoskie i francuskie. Grywał też w filmach. W 1959 gościł w Polsce.
Najpopularniejsze nagrania: „La Cucaracha”, „Mama”, „Amapola”, „Angelina”, „Tango Italiano”.